# 水門町 (郡山市)
水門町（すいもんまち）は、福島県郡山市に所在する町丁である。郵便番号は963-8815。

## 地理
郡山市役所本庁所管地域である旧郡山地区に属する。北西で芳賀、石渕町、北東で上野山、南東で田村町下行合、南西で十貫河原、道場、西端角で古川とそれぞれ隣接する。郡山駅東側市街地に位置する。一級水系阿武隈川と右岸二次支流の谷田川に挟まれた福島県道65号小野郡山線沿線とその北東側を範囲とする。域内は住宅地が広がり、旧来の田畑がその中に点在する。域内東部にある水門町交差点は、南西の道場などに広がる郡山中央工業団地の北側玄関口にあたる。芳賀に所在する郡山警察署芳賀交番、および堂前町に所在する郡山消防署本署がそれぞれ管轄にあたる。

## 世帯数と人口
2024年1月1日現在の世帯数と人口は以下の通りである。
| 町丁   | 世帯数  | 人口  |
| ------ | ------- | ----- |
| 水門町 | 372世帯 | 677人 |

## 小・中学校の学区
市立小・中学校に通う場合、学区は以下の通りとなる。
| 番地 | 小学校             | 中学校                 |
| ---- | ------------------ | ---------------------- |
| 全域 | 郡山市立芳賀小学校 | 郡山市立郡山第四中学校 |

## 交通

### 道路
- 福島県道65号小野郡山線
  - 行合橋
  - 谷田川橋
- 一級市道60号金屋水門町線

## 施設等
- 水門町集会所
- 水門町公園